# رابطه کلامی
رابطهٔ کلامی یا رابطهٔ گفتمانی یا رابطهٔ بلاغی نام روابطی است که بیان‌کنندهٔ چگونگی ارتباط قطعات کلامی با یکدیگر است. به قطعه‌ای که در نظر نویسنده مهم‌تر و به تنهایی قابل درک است، هسته و به قطعه‌ای که اهمیت کم‌تری دارد و معمولاً با کمک هسته قابل درک است، اصطلاحاًً ماهواره یا پیرو می‌گویند.
برای مثال جملهٔ زیر را در نظر بگیرید:
او خیلی قوی نیست اما خیلی تند می‌دود.
در این جملهٔ، دو قطعهٔ کلامی توسط یک رابط (کلمهٔ «اما») به یکدیگر متصل شده‌اند. به این گونه کلمات که نقش رابط میان قطعات کلامی را دارند و معمولاً به تنهایی فاقد معنا هستند، نشانگر گفتمان می‌گویند.
از رابطه‌های کلامی می‌توان به موارد زیر اشاره کرد:
- رابطهٔ بدایت
- رابطهٔ وصفی
- رابطهٔ توضیحی
- رابطهٔ تکمیلی
- رابطهٔ تقابلی
- رابطهٔ فهرستی
- رابطهٔ زمینه‌ای
- رابطهٔ علی
- رابطهٔ مطابقه
- رابطهٔ تصدیقی